# Kyškovice
Kyškovice (deutsch Kischkowitz, auch Kisskowitz) ist eine Gemeinde in Tschechien. Sie liegt vier Kilometer nordöstlich des Stadtzentrums von Roudnice nad Labem an der Elbe und gehört zum Okres Litoměřice.

## Geographie
Das Dorf befindet sich rechtselbisch am Prallhang oberhalb der Elbschleife von Roudnice nad Labem. Nordöstlich erhebt sich der 278 m hohe Kegel des Sovice.
Nachbarorte sind Vetlá im Norden, Brzánky im Nordosten, Kozlovice im Osten, Předonín im Südosten, Obora, Dobříň und Bezděkov im Süden, Roudnice nad Labem, Vědomice und Zavadilka  im Südwesten, Černěves im Westen sowie Chodouny im Nordwesten.

## Geschichte
Die erste Erwähnung von Kyškovice erfolgte 1253. Bei der Ortslage befand sich einst die Feste Kyškov. Das Dorf einschließlich der zugehörigen Siedlung Hamráček gehörte immer zur Herrschaft Raudnitz, zu deren Besitzern nach dem Bistum Prag u. a. Puta von Schwihau gehörte. 1577 wurde die Herrschaft an Wilhelm von Rosenberg verkauft. Über dessen Witwe Polyxena von Lobkowicz gelangte der Ort an die Lobkowicz, die bis zur Ablösung der Patrimonialherrschaften im Jahre 1848 dessen Besitzer blieben. Bei der ehemaligen Schmiedesiedlung Hamráček befand sich früher ein Pferdefriedhof.
In Hamráček weilte der Historienschriftsteller Miloš Václav Kratochvíl mehrfach zu Erholungsaufenthalten.

## Ortsgliederung
Für die Gemeinde Kyškovice sind keine Ortsteile ausgewiesen. Zum Ort gehört die Siedlung Hamráček und die Einschicht Lis.

## Sehenswürdigkeiten
- Gehöfte mit Resten der volkstümlichen Ständerbauweise
- Einschicht Lis